# Preobraschenski Leib-Garderegiment

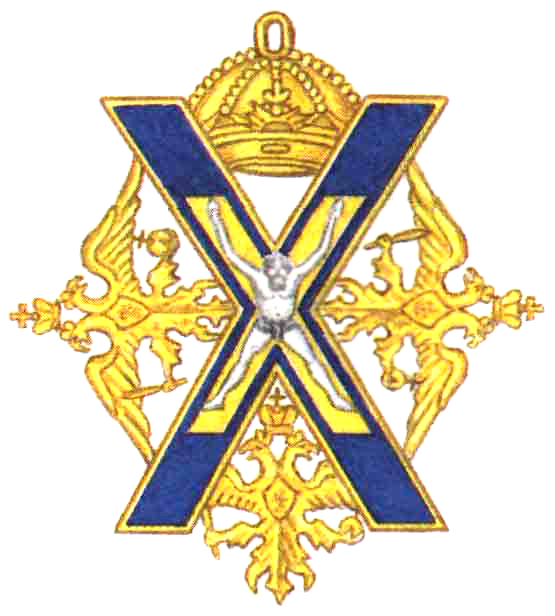
Regimentszeichen des Preobraschenski-Regiments

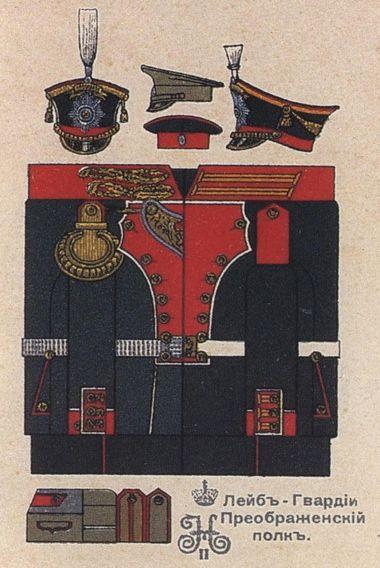
Paradeuniform des Regiments, 1910

Das Preobraschenski Leib-Garderegiment (russisch Преображенский лейб-гвардии полк), benannt nach dem Dorf Preobraschenskoje bei Moskau, war seit Peter dem Großen die Leibgarde der russischen Kaiser, die sich ursprünglich aus den alten Haustruppen rekrutierte. 

## Regimentsgeschichte
Das Garderegiment entstand 1687 aus der sogenannten Spielzeugarmee Peters des Großen und wurde 1691 in das Preobraschenski-Regiment und das Semjonowski-Regiment aufgeteilt. Das Preobraschenski-Regiment galt daher neben dem Semjonowski-Regiment, dem Ismailowski Leibgarde-Regiment und dem Leibgarde-Jägerregiment auch als „Alte Garde“. Diese waren die ältesten Regimenter der kaiserlich-russischen Armee. Unter Offizieren galt es als ein besonderes Privileg, in einem dieser Garderegimenter zu dienen. Allerdings standen die Offiziersränge meist nur dem Adel offen. Tatsächlich hatten alle großen und bekannten Heerführer ihre Offizierslaufbahn dort begonnen.
Aus diesem Regiment waren zum Beispiel Menschikow, Suworow beziehungsweise Paskewitsch hervorgegangen. Die Garderegimenter waren auch häufig Gegenstand von Schilderungen in den Memoiren von Katharina der Großen. Die Erwähnung des Preobraschensker Leib-Garderegiments erfolgte häufig im Zusammenhang mit Peter III., der 1762 für sechs Monate auf den Thron kam. Offiziere dieses Regiments ermordeten Peter, nachdem er zur Abdankung gezwungen worden war. Die Tat wird hauptsächlich den Gebrüdern Orlow zugeschrieben. Katharina bestieg nach der Ermordung Peters III. den Thron.
Schon vorher war das Regiment maßgeblich am Staatsstreich der späteren Zarin Elisabeth beteiligt gewesen, der 1741 zur Absetzung ihres minderjährigen Vorgängers Iwan VI. und der Regentin Anna Leopoldowna geführt hatte. Zum Lohn erhielten alle Grenadiere den erblichen Adel verliehen. Sie bildeten seit 1742 eine selbstständige, fast 400 Köpfe zählende Truppe: die Leib-Kompanija (Лейб-кампания). Die einfachen Grenadiere besaßen Offiziersstatus, ihre Offiziere rangierten mit den Generalen der Armee. Den Leib-Gardisten wurde ein besonderes Wappen gewährt und jene, die bereits eines besaßen, erhielten ihres entsprechend ergänzt. Außerdem erhielt jeder Gardist eigenen Grundbesitz. 1762 von Peter III. aufgelöst, integrierte Katharina II. Teile der Leib-Kompanie in die neu aufgestellte Chevaliergarde. Friedrich II. von Preußen spottete in seinen Memoiren von 1775, über die Besetzung des Zarenthrons entscheide nicht etwa eine Erbfolge nach Hausgesetz, sondern das Gutdünken der „Preobraschenskischen Garde“.
Bei den Preobraschenskis diente auch Mussorgski, der als Komponist eine weitaus größere Bedeutung erlangte denn als Militär.
Trotzki schrieb in seiner Geschichte der Russischen Revolution über die Vorgänge der Februarrevolution von 1917:

„‚Wie groß war meine Verwunderung‘, berichtet Schidlowski, ‚als ich am nächsten Morgen auf der Straße das gesamte Preobraschenski-Regiment, in mustergültiger Ordnung in Reih und Glied marschierend, mit einem Orchester an der Spitze, ohne einen einzigen Offizier erblickte …‘ Allerdings kamen einige Truppenteile ins Taurische Palais mit ihren Kommandeuren, genauer gesagt, sie führten diese mit sich. Die Offiziere fühlten sich bei diesem Festzug in der Lage von Gefangenen. Gräfin Kleinmichel, die als Verhaftete diese Szenen beobachtet hat, drückt sich bestimmter aus: die Offiziere ähnelten Hammeln, die man zur Schlachtbank führt.“

Rasputin wurde 1916 unter Beteiligung eines Offiziers aus dem Preobraschensker Leib-Garderegiment ermordet. Der letzte Kommandeur unter dem Zaren Nikolaus II. war Generalleutnant Kutepow. Die endgültige Auflösung erfolgte 1918.
2013 wurde das Regiment als 154. Selbstständiges Preobraschensker Kommandanten-Regiment wiedererrichtet.

## Rangabzeichen

### Offiziere
| Bezeichnung         | Rangabzeichen in der Ausführung | Rangabzeichen in der Ausführung | Rangabzeichen in der Ausführung | Rangabzeichen in der Ausführung | Rangabzeichen in der Ausführung | Rangabzeichen in der Ausführung     | Rangabzeichen in der Ausführung | Rangabzeichen in der Ausführung | Rangabzeichen in der Ausführung |
| Jahre               | 1857–1904                       | 1857–1904                       | 1857–1904                       | 1880–1884                       | 1857–1904                       | 1857–1904                           | 1857–1904                       | 1857–1904                       |                                 |
| Epaulette           |                                 |                                 |                                 |                                 |                                 |                                     |                                 |                                 |                                 |
| ------------------- | ------------------------------- | ------------------------------- | ------------------------------- | ------------------------------- | ------------------------------- | ----------------------------------- | ------------------------------- | ------------------------------- | ------------------------------- |
| Epaulette           |                                 |                                 |                                 |                                 |                                 |                                     |                                 |                                 |                                 |
| Jahre               | 1857–1917                       | 1904–1917                       | 1904–1917                       | 1904–1917                       | 1904–1917                       | 1904–1917                           | 1904–1917                       |                                 |                                 |
| Epaulette alte Mode |                                 |                                 |                                 |                                 |                                 |                                     |                                 |                                 |                                 |
|                     |                                 |                                 |                                 |                                 |                                 |                                     |                                 |                                 |                                 |
| Epaulette neue Mode |                                 |                                 |                                 |                                 |                                 |                                     |                                 |                                 |                                 |
|                     |                                 |                                 |                                 |                                 |                                 |                                     |                                 |                                 |                                 |
| Bezeichnung         | Rangabzeichen in der Ausführung | Rangabzeichen in der Ausführung | Rangabzeichen in der Ausführung | Rangabzeichen in der Ausführung | Rangabzeichen in der Ausführung | Rangabzeichen in der Ausführung     | Rangabzeichen in der Ausführung | Rangabzeichen in der Ausführung | Rangabzeichen in der Ausführung |
| Schulterstücke      |                                 |                                 |                                 |                                 |                                 |                                     |                                 |                                 |                                 |
|                     |                                 |                                 |                                 |                                 |                                 |                                     |                                 |                                 |                                 |
| Rang- bezeichnung   | Generalmajor                    | Polkownik (Oberst)              | Podpolkownik (Oberstleutnant)   | Major                           | Kapitän (Hauptmann)             | Stabskapitän (Hauptmann II. Klasse) | Oberleutnant                    | Leutnant                        | Praporschtschik (Fähnrich)      |
| Gruppe              | Generalität                     | Stabsoffizier                   | Stabsoffizier                   | Stabsoffizier                   | Oberoffiziere                   | Oberoffiziere                       | Oberoffiziere                   | Oberoffiziere                   | Oberoffiziere                   |

### Unteroffiziere und Mannschaften
| Bezeichnung                                         | Rangabzeichen in der Ausführung 1907–1917     | Rangabzeichen in der Ausführung 1907–1917 | Rangabzeichen in der Ausführung 1907–1917 | Rangabzeichen in der Ausführung 1907–1917 | Rangabzeichen in der Ausführung 1907–1917 | Rangabzeichen in der Ausführung 1907–1917 | Rangabzeichen in der Ausführung 1907–1917 |
| Schulterstücke                                      |                                               |                                           |                                           |                                           |                                           |                                           |                                           |
| --------------------------------------------------- | --------------------------------------------- | ----------------------------------------- | ----------------------------------------- | ----------------------------------------- | ----------------------------------------- | ----------------------------------------- | ----------------------------------------- |
| Schulterstücke                                      | [ 6 ] [ 7 ]                                   | [ 8 ] [ 9 ]                               |                                           |                                           |                                           |                                           |                                           |
| Bezeichnung                                         | Rangabzeichen in der Ausführung 1894–1917     | Rangabzeichen in der Ausführung 1894–1917 | Rangabzeichen in der Ausführung 1894–1917 | Rangabzeichen in der Ausführung 1894–1917 | Rangabzeichen in der Ausführung 1894–1917 | Rangabzeichen in der Ausführung 1894–1917 | Rangabzeichen in der Ausführung 1894–1917 |
| Schulterstücke für 1. Kompanie (Souveräne Kompanie) |                                               |                                           |                                           |                                           |                                           |                                           |                                           |
| [ 10 ] [ 11 ]                                       | [ 12 ] [ 13 ]                                 |                                           |                                           |                                           |                                           |                                           |                                           |
| Rang- bezeichnung                                   | Podpraporschtschik auf Dienstposten Feldwebel | Podpraporschtschik (Unterfähnrich)        | Feldwebel                                 | Zug-Unteroffizier                         | Unteroffizier                             | Gefreiter                                 | Soldat                                    |
| Gruppe                                              | Unteroffiziere                                | Unteroffiziere                            | Unteroffiziere                            | Unteroffiziere                            | Unteroffiziere                            | Mannschaften                              | Mannschaften                              |